# Cobitis hellenica
Cobitis hellenica är en fiskart som beskrevs av Economidis och Nalbant, 1996. Cobitis hellenica ingår i släktet Cobitis och familjen nissögefiskar. Inga underarter finns listade i Catalogue of Life.
Arten förekommer endemisk i floden Loúros och i angränsande vattendrag i västra Grekland. Den hittas vanligen i regioner som liknar träskmarker.
Beståndet hotas främst av vattenföroreningar. Arten kan bilda hybrider med Cobitis arachthosensis som lever i en annan grekisk flod och som introducerades. Utbredningsområdet är maximalt 500 km² stort. IUCN kategoriserar arten globalt som starkt hotad.